# Juan Sebastián Elcano
Juan Sebastian Elcano, znany też jako Elkano, del Cano lub Delcano (ur. w 1476 w Getarii w Kraju Basków (Hiszpania), zm. 4 sierpnia 1526 na Oceanie Spokojnym) – hiszpański żeglarz i odkrywca. Uczestnik i kontynuator wyprawy Ferdynanda Magellana po jego śmierci 27 kwietnia 1521 roku, doprowadził z Filipin do Europy jedyny ocalały z flotylli liczącej pięć jednostek statek „Victoria” – pierwszy, który opłynął Ziemię dookoła.
Był synem Dominga Sebastiana Elcano I i Cataliny del Puerto, miał trzech braci: księdza katolickiego Dominga Elcano II, Martína Péreza i Antóna Martína. W 1509 roku był uczestnikiem hiszpańskiej ekspedycji kardynała Francisca Jiméneza de Cisneros przeciwko Algierczykom. Następnie osiadł w Sewilli i pracował jako kapitan statku handlowego. Kiedy złamał hiszpańskie prawo, oddając statek bankierom genueńskim na spłatę długu, uzyskał od króla Karola I zamianę kary pod warunkiem wzięcia udziału w planowanej wyprawie Ferdynanda Magellana do Wschodnich Indii.
Był najpierw kapitanem statku „Concepción”. Jako uczestnik zdławionego buntu w Patagonii został oszczędzony przez Magellana. Po pięciu miesiącach spędzonych w kajdanach został kapitanem statku „Victoria”, zaś po śmierci Magellana dowódcą całej wyprawy. Dowodząc dwoma ostatnimi okrętami - „Victorią” i „Trinidadem” - popłynął najpierw do Brunei na wyspie Borneo, skąd dotarł do upragnionych Wysp Korzennych. Zrealizował w ten sposób główny cel wyprawy: dotarcie do Wysp Korzennych trasą zachodnią, z pominięciem terytoriów i portów opanowanych już wówczas przez Portugalię.
Po kilku miesiącach pobytu na Molukach zdołano wyremontować tylko „Victorię”, która 21 grudnia 1521 r., z ładunkiem cennych przypraw i 60 żeglarzami na pokładzie, wyruszyła w dalszą podróż. W celu omijania akwenów penetrowanych przez Portugalczyków Elcano poprowadził okręt na zachód przez Ocean Indyjski szlakiem południowym, jako pierwszy przemierzając go mniej więcej wzdłuż 35 równoleżnika. Podczas tej podróży 18 marca 1522 roku odkrył wyspę Amsterdam. Szczęśliwie powrócił do Hiszpanii, gdzie 6 września 1522 roku, jedynie z osiemnastoma członkami załogi na pokładzie (pozostałych aresztowali Portugalczycy podczas postoju na Wyspach Zielonego Przylądka), przybił do Sanlúcar de Barrameda. Został w ten sposób pierwszym żeglarzem w historii, który opłynął kulę ziemską. Za to osiągnięcie, król Karol V nadał Juanowi Elcano herb, który miał upamiętniać jego wyprawę.
W 1525 roku był członkiem wyprawy Loaísy. Tam dowodził sześcioma statkami wyruszającymi do Indochin wraz z Garcíą Jofrem de Loaísą. Elcano i Loaísa zmarli podczas wyprawy na Oceanie Spokojnym w 1526 roku.